# Dolerolenidae
A Dolerolenidae a háromkaréjú ősrákok (Trilobita) osztályának a Redlichiida rendjéhez, ezen belül a Redlichiina alrendjéhez tartozó család.

## Rendszerezés
A családba az alábbi nemek tartoznak:
- Dolerolenus
- Giordanella
- Granolenus
- Paramalungia